# Grand Prix Formule 1 van de Verenigde Staten 2024
De Grand Prix Formule 1 van de Verenigde Staten 2024 werd verreden op 20 oktober op het Circuit of the Americas in Austin. Het was de negentiende race van het seizoen.
De Grand Prix van de Verenigde Staten was de vierde van zes GP-weekeinden dit jaar waarin een "Sprint" gehouden werd. Een "sprint" is bijna hetzelfde als een normale race, met als groot verschil dat de wedstrijd minder lang duurt. De afstand van de sprintrace bedraagt circa 100 kilometer, de wedstrijd is daardoor van korte duur (ongeveer 30 minuten).
Het Grand Prix-weekeinde begint op vrijdag met de eerste vrije training van zestig minuten, daarna volgt de sprintkwalificatie die de startopstelling van de "sprint" bepaalt. 
Op zaterdagmorgen wordt de "sprint" gereden. Daarna volgt de kwalificatie die de startopstelling bepaalt van de hoofdrace op zondag (inclusief mogelijke gridstraffen) en tevens bepaalt welke coureur de term "poleposition" toegekend krijgt.
Op zondag wordt de hoofdrace gereden over een "normale" Grand Prix-afstand (circa 300 kilometer) en de teams hebben een vrije bandenkeuze.

## Vrije training
- Enkel de top vijf wordt weergegeven.

| Pos. | Nr. | Coureur          | Constructeur               | Tijd     |
| ---- | --- | ---------------- | -------------------------- | -------- |
| 1    | 55  | Carlos Sainz jr. | Ferrari                    | 1:33.602 |
| 2    | 16  | Charles Leclerc  | Ferrari                    | 1:33.623 |
| 3    | 1   | Max Verstappen   | Red Bull Racing-Honda RBPT | 1:33.855 |
| 4    | 4   | Lando Norris     | McLaren-Mercedes           | 1:33.868 |
| 5    | 81  | Oscar Piastri    | McLaren-Mercedes           | 1:33.908 |

## Sprintkwalificatie
| Pos.                    | Nr. | Coureur          | Constructeur               | Kwalificatietijden | Kwalificatietijden | Kwalificatietijden | Grid   |
| Pos.                    | Nr. | Coureur          | Constructeur               | SQ1                | SQ2                | SQ3                | Grid   |
| ----------------------- | --- | ---------------- | -------------------------- | ------------------ | ------------------ | ------------------ | ------ |
| 1                       | 1   | Max Verstappen   | Red Bull Racing-Honda RBPT | 1:33.908           | 1:33.290           | 1:32.833           | 1      |
| 2                       | 63  | George Russell   | Mercedes                   | 1:34.125           | 1:33.544           | 1:32.845           | 2      |
| 3                       | 16  | Charles Leclerc  | Ferrari                    | 1:33.647           | 1:33.392           | 1:33.059           | 3      |
| 4                       | 4   | Lando Norris     | McLaren-Mercedes           | 1:33.919           | 1:33.566           | 1:33.083           | 4      |
| 5                       | 55  | Carlos Sainz jr. | Ferrari                    | 1:34.109           | 1:33.274           | 1:33.089           | 5      |
| 6                       | 27  | Nico Hülkenberg  | Haas-Ferrari               | 1:34.825           | 1:33.994           | 1:33.183           | 6      |
| 7                       | 44  | Lewis Hamilton   | Mercedes                   | 1:33.840           | 1:33.370           | 1:33.378           | 7      |
| 8                       | 20  | Kevin Magnussen  | Haas-Ferrari               | 1:34.403           | 1:33.788           | 1:33.398           | 8      |
| 9                       | 22  | Yuki Tsunoda     | RB-Honda RBPT              | 1:34.646           | 1:34.052           | 1:33.802           | 9      |
| 10                      | 43  | Franco Colapinto | Williams-Mercedes          | 1:34.606           | 1:33.952           | 1:34.406           | 10     |
| 11                      | 11  | Sergio Pérez     | Red Bull Racing-Honda RBPT | 1:34.333           | 1:34.244           |                    | 11     |
| 12                      | 10  | Pierre Gasly     | Alpine-Renault             | 1:34.865           | 1:34.363           |                    | 12     |
| 13                      | 18  | Lance Stroll     | Aston Martin-Mercedes      | 1:34.324           | Geen tijd          |                    | 13     |
| 14                      | 14  | Fernando Alonso  | Aston Martin-Mercedes      | 1:34.436           | Geen tijd          |                    | 14     |
| 15                      | 30  | Liam Lawson      | RB-Honda RBPT              | 1:34.617           | Geen tijd          |                    | 15     |
| 16                      | 81  | Oscar Piastri    | McLaren-Mercedes           | 1:34.881           |                    |                    | 16     |
| 17                      | 31  | Esteban Ocon     | Alpine-Renault             | 1:34.917           |                    |                    | 17     |
| 18                      | 23  | Alexander Albon  | Williams-Mercedes          | 1:35.054           |                    |                    | Pit *1 |
| 19                      | 77  | Valtteri Bottas  | Kick Sauber-Ferrari        | 1:35.148           |                    |                    | 18     |
| 20                      | 24  | Zhou Guanyu      | Kick Sauber-Ferrari        | 1:36.472           |                    |                    | 19     |
| SQ1 107% tijd: 1:40.202 |     |                  |                            |                    |                    |                    |        |
| Bron: formula1.com      |     |                  |                            |                    |                    |                    |        |

*1 Alexander Albon kwalificeerde zich als achttiende maar moest vanuit de pit starten omdat er aan zijn wagen is gewerkt onder Parc fermé condities.

## Sprint
Max Verstappen won voor de elfde keer in zijn carrière een sprint.
| Pos.               | Nr. | Coureur          | Constructeur               | Rondes | Tijd / Oorzaak Uitval | Grid | Punten |
| ------------------ | --- | ---------------- | -------------------------- | ------ | --------------------- | ---- | ------ |
| 1                  | 1   | Max Verstappen   | Red Bull Racing-Honda RBPT | 19     | 31:06.146             | 1    | 8S     |
| 2                  | 55  | Carlos Sainz jr. | Ferrari                    | 19     | +3.882                | 5    | 7      |
| 3                  | 4   | Lando Norris     | McLaren-Mercedes           | 19     | +6.240                | 4    | 6      |
| 4                  | 16  | Charles Leclerc  | Ferrari                    | 19     | +6.956                | 3    | 5      |
| 5                  | 63  | George Russell   | Mercedes                   | 19     | +15.766               | 2    | 4      |
| 6                  | 44  | Lewis Hamilton   | Mercedes                   | 19     | +18.724               | 7    | 3      |
| 7                  | 20  | Kevin Magnussen  | Haas-Ferrari               | 19     | +25.161               | 8    | 2      |
| 8                  | 27  | Nico Hülkenberg  | Haas-Ferrari               | 19     | +26.588               | 6    | 1      |
| 9                  | 11  | Sergio Pérez     | Red Bull Racing-Honda RBPT | 19     | +29.950               | 11   |        |
| 10                 | 81  | Oscar Piastri    | McLaren-Mercedes           | 19     | +37.059 *1            | 16   |        |
| 11                 | 22  | Yuki Tsunoda     | RB-Honda RBPT              | 19     | +38.363               | 9    |        |
| 12                 | 43  | Franco Colapinto | Williams-Mercedes          | 19     | +39.460               | 10   |        |
| 13                 | 18  | Lance Stroll     | Aston Martin-Mercedes      | 19     | +41.236               | 13   |        |
| 14                 | 10  | Pierre Gasly     | Alpine-Renault             | 19     | +41.995               | 12   |        |
| 15                 | 31  | Esteban Ocon     | Alpine-Renault             | 19     | +42.804               | 17   |        |
| 16                 | 30  | Liam Lawson      | RB-Honda RBPT              | 19     | +44.008               | 15   |        |
| 17                 | 23  | Alexander Albon  | Williams-Mercedes          | 19     | +44.564               | Pit  |        |
| 18                 | 14  | Fernando Alonso  | Aston Martin-Mercedes      | 19     | +46.807               | 14   |        |
| 19                 | 24  | Zhou Guanyu      | Kick Sauber-Ferrari        | 19     | +52.842               | 19   |        |
| 20                 | 77  | Valtteri Bottas  | Kick Sauber-Ferrari        | 19     | +54.476               | 18   |        |
| Bron: formula1.com |     |                  |                            |        |                       |      |        |

S Max Verstappen reed in ronde 19 de snelste ronde in 1:37.463 maar in de sprint levert dit geen extra punt op.

*1 Oscar Piastri kreeg een tijdstraf van 5 seconden voor het buiten de baan dwingen van Pierre Gasly, dit had geen gevolgen voor de positie in de einduitslag.

## Kwalificatie
Lando Norris behaalde de zevende pole position in zijn carrière.

Max Verstappen leek op weg naar pole en reed een paarse eerste sector. Doordat George Russell van de baan vloog kwam de gele vlag situatie, en kon niemand meer een tweede snelle ronde afmaken tijdens de derde kwalificatiesessie.
| Pos.                   | Nr. | Coureur          | Constructeur               | Kwalificatietijden | Kwalificatietijden | Kwalificatietijden | Grid   |
| Pos.                   | Nr. | Coureur          | Constructeur               | Q1                 | Q2                 | Q3                 | Grid   |
| ---------------------- | --- | ---------------- | -------------------------- | ------------------ | ------------------ | ------------------ | ------ |
| 1                      | 4   | Lando Norris     | McLaren-Mercedes           | 1:33.616           | 1:32.851           | 1:32.330           | 1      |
| 2                      | 1   | Max Verstappen   | Red Bull Racing-Honda RBPT | 1:33.046           | 1:32.584           | 1:32.361           | 2      |
| 3                      | 55  | Carlos Sainz jr. | Ferrari                    | 1:33.556           | 1:32.836           | 1:32.652           | 3      |
| 4                      | 16  | Charles Leclerc  | Ferrari                    | 1:33.241           | 1:32.962           | 1:32.740           | 4      |
| 5                      | 81  | Oscar Piastri    | McLaren-Mercedes           | 1:33.864           | 1:33.057           | 1:32.950           | 5      |
| 6                      | 63  | George Russell   | Mercedes                   | 1:33.536           | 1:33.142           | 1:32.974           | Pit *1 |
| 7                      | 10  | Pierre Gasly     | Alpine-Renault             | 1:33.550           | 1:33.162           | 1:33.018           | 6      |
| 8                      | 14  | Fernando Alonso  | Aston Martin-Mercedes      | 1:33.973           | 1:33.429           | 1:33.309           | 7      |
| 9                      | 20  | Kevin Magnussen  | Haas-Ferrari               | 1:33.564           | 1:33.474           | 1:33.481           | 8      |
| 10                     | 11  | Sergio Pérez     | Red Bull Racing-Honda RBPT | 1:33.611           | 1:33.020           | Geen tijd          | 9      |
| 11                     | 22  | Yuki Tsunoda     | RB-Honda RBPT              | 1:33.795           | 1:33.506           |                    | 10     |
| 12                     | 27  | Nico Hülkenberg  | Haas-Ferrari               | 1:33.601           | 1:33.544           |                    | 11     |
| 13                     | 31  | Esteban Ocon     | Alpine-Renault             | 1:33.986           | 1:33.597           |                    | 12     |
| 14                     | 18  | Lance Stroll     | Aston Martin-Mercedes      | 1:34.033           | 1:33.759           |                    | 13     |
| 15                     | 30  | Liam Lawson      | RB-Honda RBPT              | 1:33.339           | Geen tijd          |                    | 19 *2  |
| 16                     | 23  | Alexander Albon  | Williams-Mercedes          | 1:34.051           |                    |                    | 14     |
| 17                     | 43  | Franco Colapinto | Williams-Mercedes          | 1:34.062           |                    |                    | 15     |
| 18                     | 77  | Valtteri Bottas  | Kick Sauber-Ferrari        | 1:34.152           |                    |                    | 16     |
| 19                     | 44  | Lewis Hamilton   | Mercedes                   | 1:34.154           |                    |                    | 17     |
| 20                     | 24  | Zhou Guanyu      | Kick Sauber-Ferrari        | 1:34.228           |                    |                    | 18 *3  |
| Q1 107% tijd: 1:39.559 |     |                  |                            |                    |                    |                    |        |
| Bron: formula1.com     |     |                  |                            |                    |                    |                    |        |

*1 George Russell kwalificeerde zich als zesde maar moest vanuit de pit starten omdat er aan zijn wagen is gewerkt onder Parc fermé condities.

*2 Liam Lawson moest achteraan starten voor overschrijden van het quota motoronderdelen. Hij eindigde de kwalificatie als vijftiende.

*3 Zhou Guanyu kreeg een gridstraf van vijf plaatsen voor het vervangen van een motoronderdeel. Hij eindigde de kwalificatie als laatste maar start twee plekken verder naar voren door de straf voor Liam Lawson en het vanuit de pit starten door George Russell.

## Wedstrijd
Charles Leclerc behaalde de achtste Grand Prix-overwinning in zijn carrière.
| Pos.               | Nr. | Coureur          | Constructeur               | Rondes | Tijd / Oorzaak Uitval | Grid | Punten |
| ------------------ | --- | ---------------- | -------------------------- | ------ | --------------------- | ---- | ------ |
| 1                  | 16  | Charles Leclerc  | Ferrari                    | 56     | 1:35:09.639           | 4    | 25     |
| 2                  | 55  | Carlos Sainz jr. | Ferrari                    | 56     | +8.562                | 3    | 18     |
| 3                  | 1   | Max Verstappen   | Red Bull Racing-Honda RBPT | 56     | +19.412               | 2    | 15     |
| 4                  | 4   | Lando Norris     | McLaren-Mercedes           | 56     | +20.354 *1            | 1    | 12     |
| 5                  | 81  | Oscar Piastri    | McLaren-Mercedes           | 56     | +21.921               | 5    | 10     |
| 6                  | 63  | George Russell   | Mercedes                   | 56     | +56.295               | Pit  | 8      |
| 7                  | 11  | Sergio Pérez     | Red Bull Racing-Honda RBPT | 56     | +59.072               | 9    | 6      |
| 8                  | 27  | Nico Hülkenberg  | Haas-Ferrari               | 56     | +1:02.957             | 11   | 4      |
| 9                  | 30  | Liam Lawson      | RB-Honda RBPT              | 56     | +1:10.563             | 19   | 2      |
| 10                 | 43  | Franco Colapinto | Williams-Mercedes          | 56     | +1:11.979             | 15   | 1      |
| 11                 | 20  | Kevin Magnussen  | Haas-Ferrari               | 56     | +1:19.782             | 8    |        |
| 12                 | 10  | Pierre Gasly     | Alpine-Renault             | 56     | +1:30.558 *2          | 6    |        |
| 13                 | 14  | Fernando Alonso  | Aston Martin-Mercedes      | 55     | +1 ronde              | 7    |        |
| 14                 | 22  | Yuki Tsunoda     | RB-Honda RBPT              | 55     | +1 ronde *3           | 10   |        |
| 15                 | 18  | Lance Stroll     | Aston Martin-Mercedes      | 55     | +1 ronde              | 13   |        |
| 16                 | 23  | Alexander Albon  | Williams-Mercedes          | 55     | +1 ronde              | 14   |        |
| 17                 | 77  | Valtteri Bottas  | Kick Sauber-Ferrari        | 55     | +1 ronde              | 16   |        |
| 18                 | 31  | Esteban Ocon     | Alpine-Renault             | 55     | +1 ronde              | 12   | S      |
| 19                 | 24  | Zhou Guanyu      | Kick Sauber-Ferrari        | 55     | +1 ronde              | 18   |        |
| DNF                | 44  | Lewis Hamilton   | Mercedes                   | 1      | Spin                  | 17   |        |
| Bron: formula1.com |     |                  |                            |        |                       |      |        |

*1 Lando Norris eindigde de wedstrijd als derde maar kreeg een tijdstraf van 5 seconden voor het blijvend voordeel behalen door buiten de baan te rijden.

*2 Pierre Gasly kreeg een tijdstraf van 5 seconden voor het blijvend voordeel behalen door buiten de baan te rijden, dit had geen gevolgen voor de positie in de einduitslag.

*3 Yuki Tsunoda kreeg een tijdstraf van 5 seconden voor het van de baan rijden van Alexander Albon, dit had geen gevolgen voor de positie in de einduitslag.

S Esteban Ocon reed voor de eerste keer in zijn carrière een snelste ronde maar behaalde hiermee geen extra punt omdat hij niet bij de eerste tien eindigde.

## Tussenstanden wereldkampioenschap
Betreft tussenstanden voor het wereldkampioenschap na dit GP-weekeinde.

### Coureurs
| Pos. | Nr.   | Coureur          | Constructeur               | Punten |
| ---- | ----- | ---------------- | -------------------------- | ------ |
| 1    | 1     | Max Verstappen   | Red Bull Racing-Honda RBPT | 354    |
| 2    | 4     | Lando Norris     | McLaren-Mercedes           | 297    |
| 3    | 16    | Charles Leclerc  | Ferrari                    | 275    |
| 4    | 81    | Oscar Piastri    | McLaren-Mercedes           | 247    |
| 5    | 55    | Carlos Sainz jr. | Ferrari                    | 215    |
| 6    | 44    | Lewis Hamilton   | Mercedes                   | 177    |
| 7    | 63    | George Russell   | Mercedes                   | 167    |
| 8    | 11    | Sergio Pérez     | Red Bull Racing-Honda RBPT | 150    |
| 9    | 14    | Fernando Alonso  | Aston Martin-Mercedes      | 62     |
| 10   | 27    | Nico Hülkenberg  | Haas-Ferrari               | 29     |
| 11   | 18    | Lance Stroll     | Aston Martin-Mercedes      | 24     |
| 12   | 22    | Yuki Tsunoda     | RB-Honda RBPT              | 22     |
| 13   | 23    | Alexander Albon  | Williams-Mercedes          | 12     |
| 14   | 3     | Daniel Ricciardo | RB-Honda RBPT              | 12     |
| 15   | 20    | Kevin Magnussen  | Haas-Ferrari               | 8      |
| 16   | 10    | Pierre Gasly     | Alpine-Renault             | 8      |
| 17   | 38/50 | Oliver Bearman   | Ferrari                    | 7      |
| 18   | 43    | Franco Colapinto | Williams-Mercedes          | 5      |
| 19   | 31    | Esteban Ocon     | Alpine-Renault             | 5      |
| 20   | 30    | Liam Lawson      | RB-Honda RBPT              | 2      |
| 21   | 24    | Zhou Guanyu      | Kick Sauber-Ferrari        | 0      |
| 22   | 2     | Logan Sargeant   | Williams-Mercedes          | 0      |
| 23   | 77    | Valtteri Bottas  | Kick Sauber-Ferrari        | 0      |

### Constructeurs
| Pos. | Constructeur               | Punten |
| ---- | -------------------------- | ------ |
| 1    | McLaren-Mercedes           | 544    |
| 2    | Red Bull Racing-Honda RBPT | 504    |
| 3    | Ferrari                    | 496    |
| 4    | Mercedes                   | 344    |
| 5    | Aston Martin-Mercedes      | 86     |
| 6    | Haas-Ferrari               | 38     |
| 7    | RB-Honda RBPT              | 36     |
| 8    | Williams-Mercedes          | 17     |
| 9    | Alpine-Renault             | 13     |
| 10   | Kick Sauber-Ferrari        | 0      |